# Cardamine blaisdellii
Cardamine blaisdellii är en korsblommig växtart som beskrevs av Alice Eastwood. Cardamine blaisdellii ingår i släktet bräsmor, och familjen korsblommiga växter. Inga underarter finns listade i Catalogue of Life.